# Pine Lakes Addition
Pine Lakes Addition – jednostka osadnicza w Stanach Zjednoczonych, w stanie Dakota Południowa, w hrabstwie Minnehaha.